# Gustav Adolf Keferstein

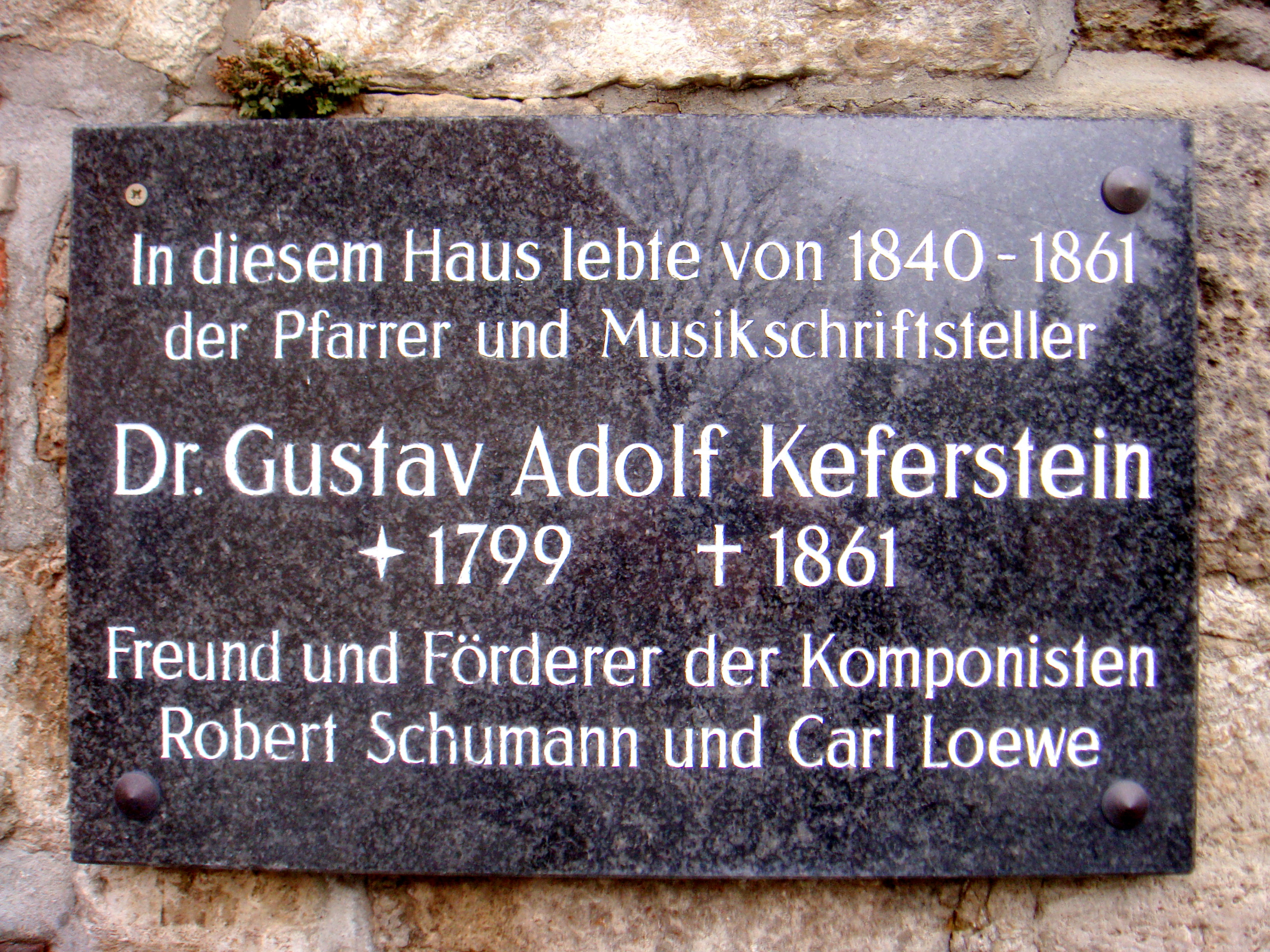
Gedenktafel in Wickerstedt

Gustav Adolf Keferstein (* 13. Dezember 1799 (1798 ?) in Kröllwitz; † 19. Januar 1861 in Wickerstedt) war ein deutscher evangelischer Pfarrer, Kritiker und Musikschriftsteller. Er benutzte oft das Pseudonym Karl Stein.

## Familie
Keferstein kann auf eine lange Familiengeschichte von Papiermüller zurückblicken. Sein Vater war Heinrich Christoph Adolph Keferstein (1773–1853), die Mutter war die Tochter eines Pfarrers Schwalenberg aus Berßel. Er hatte noch drei Geschwister. Keferstein heiratete am 2. März 1824 Emilie Schieferdecker aus Dresden. Er hatte mit ihr vier Kinder (1 Sohn, 3 Töchter).

## Leben
Seinen Berufseinstieg hatte Keferstein in Jena als Diaconus an der Garnisonskirche. Von 1840 bis 1861 arbeitete er als Pfarrer in Wickerstedt. Keferstein war ein bekannter Musikkritiker und mit Clara und Robert Schumann eng befreundet. Er war Doktor der Philosophie.

## Werke
- Die Kunst von ihrer Schattenseite. Verlag Friedrich Mauke, Jena 1840
- Über das Verhältnis der Musik zur Pädagogik. Eine Vorlesung, 1841
- Die Einführung des rhythmischen Chorals, historisch, kritisch und praktisch erörtert, 1851
- Zahlreiche Beiträge in Robert Schumanns Neuer Zeitschrift für Musik, Leipzig